# 沈道虔
沈道虔（369年—450年），吴興郡武康縣（今浙江省德清县西）人，东晋、南朝宋隐士。
沈道虔少年時有仁愛的胸懷，喜歡讀《老子》《易經》，住在武康縣北的石山下。孫恩之亂後发生饑荒，縣令庾肅之迎接他到縣南的廢頭里，在臨溪處為他建了一所住宅，周圍有山水可供玩赏。有時他仍回到石山住所，與兄長的幾個遗孤一同過苦日子，雖然贫困，但不改變節操。他曾跟着戴逵學習彈琴，王敬弘對他十分敬重。郡、州，官府一共十二次徵召他做官，都不接受。
有人偷他園中的菜，他從外面回來見到了，竟然自己逃開躲起來，等偷竊者偷够走了之後才出來。又有人拔他屋後種的大竹笋，他叫人制止。并説:“請愛惜這些竹笋讓它們長成竹林，我有更好的笋子送給你。”於是叫人買來大笋送給偷笋人，偷笋人感到慚愧，不肯收。他却讓人放進他的家門裏才回來。他常常靠拾稻穗維持生活，一同拾穗的人为了争奪稻穗而吵關，他勸解不住，便把自己拾得的稻穗全部給他們，争穗的人十分慚愧，以後每次發生争吵，總是説:“不要讓居士知道。”寒冬臘月他没有夾衣，戴颙得知便把他接來，給他做衣服，并且送給他一萬錢。他回來後，便把身上的衣服和所得的錢，全部分給子侄中没有衣服穿的人。同鄉的少年一起來從道虔求學，他常常自己没有飯吃，但還在辦學校。武康縣令孔欣之为他辦學給了很大的資助，入學受業的人都能有所成就。宋文帝聽説此事，派人慰問他并賜錢三萬，米二百斛，他都用來資助死了父親的侄子們的婚嫁之用。朝廷徵召他爲員外散騎侍郎，他也不接受。
他家世代信奉佛教，把父祖的舊宅改建爲佛寺。每年四月八日都要請出佛像來供奉，請像這一天，全家都是異常感動。他年老時以蔬菜當飯，經常没有維持生活的錢，但他把彈琴讀書當作樂趣，孜孜不倦。文帝曾命郡縣官員派人隨時給以資助。元嘉二十六年（450年）於家中去世，享年八十二歲。他的兒子沈慧鋒，繼承了父親的志業，朝廷徵用爲從事，也不應命。